# Guy Bouchauveau
Guy Bouchauveau est un humoriste sourd français, né le 29 juin 1944 à Treignat dans l'Allier et mort le 21 février 2016 à Gisors. Ayant une notoriété mondiale au sein de la communauté sourde, il est l'un des fondateurs de l'Académie de la langue des signes française et a plusieurs rôles en tant qu'artiste, guide, conférencier et acteur.

## Biographie

### Jeunesse
Guy Bouchauveau est né sourd le 29 juin 1944, auprès de ses parents entendants et de sa sœur Josette Bouchauveau, également sourde. Avec sa sœur Josette, de trois ans son aînée, son éternelle complice, il entre à l'Institut national de jeunes sourds de Paris à l'âge de six ans.
À l'époque, l'oralisme était imposé à tous les sourds dans la société française, mais ça ne l'empêcha pas d'apprendre la langue des signes qui est vivante et se transmet entre les élèves en dehors des classes surtout que Guy Bouchauveau n'a jamais pu se soumettre à l'oralisme, il disait même : « À l'école, je bouillonnais intérieurement, je rêvais d'avoir des professeurs sourds. J'avais l'impression que les entendants nous avaient colonisées… ».

### Carrière et militant
En pleine époque du « Réveil sourd », en compagnie d'un groupe de sourds et entendants, il part à Washington aux États-Unis dans le but de visiter l'université Gallaudet (à l'époque Gallaudet College) pour un stage de cinq semaines à l'été 1978. Organisés par deux chercheurs, Bernard Mottez et Harry Markowicz, ces voyages ont permis à ces sourds de découvrir que les signes qu'ils utilisent forment une langue à l'égal des langues orales, qu'il existe une culture et une fierté Sourdes. Guy reviendra transformé en France, vu que l’International Visual Theatre — créé par Jean Grémion et Alfredo Corrado — ne l'intéresse pas, il fonde avec Christian Bourgeois, le premier président, l'Académie de la langue des signes française en 1979, une société pour enseigner la langue des signes française (LSF).

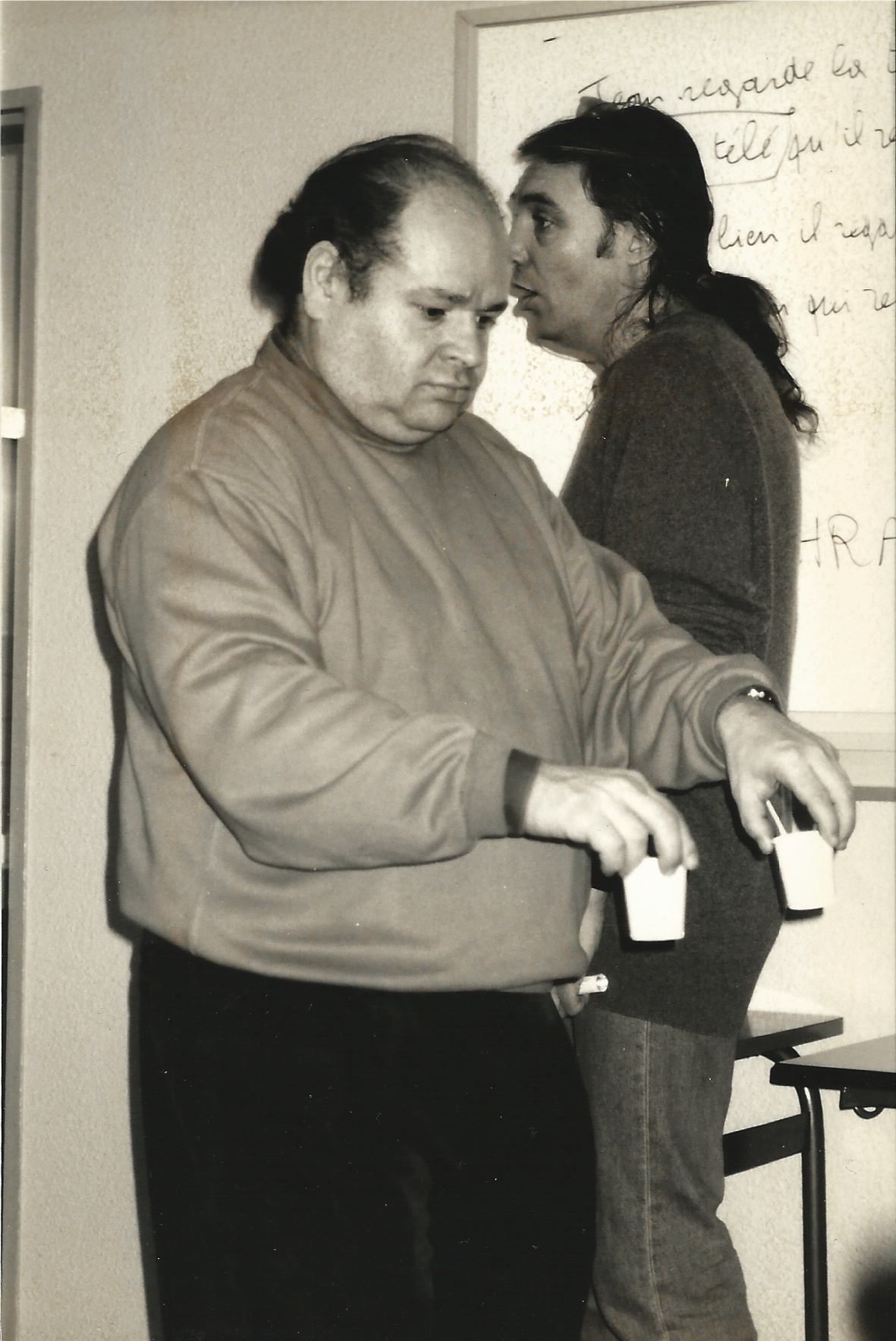
Guy Bouchauveau et Christian Cuxac.

En 1980, il devient humoriste en langue des signes et fait des tournées de one-man-show en France, en Europe et aux États-Unis : il devient vite très célèbre dans le monde des sourds. Il a participé au film intitulé L'Abbé de L'Épée réalisé par Michel Rouvière dans lequel il incarne l'Abée de l’Épée en 1986.
À partir de 1986, il est embauché au poste de guide en langue des signes française à la Cité des sciences et de l'industrie à Paris où il est le premier médiateur sourd et reste pendant dix-huit ans avant de prendre sa retraite en 2004,. Entre-temps, il donne aussi des conférences. 
En 1987, Guy Bouchauveau se lance sur scène lors du Congrès mondial des Sourds qui a lieu en Finlande, ce sera alors le début de vingt ans de tournées internationales, ses signes sont tellement simples que tout le monde pouvait le comprendre, les sourds de tous les pays et même les entendants, même le célèbre réalisateur Alain Corneau qui avait pleuré de rire tout[non neutre] au long d'un spectacle de Guy, qu'il avait suivi de A à Z, stupéfait.
Dans les années 1990, Guy pousse les autres associations militantes de la LSF à s'affilier à la Fédération nationale des sourds de France tenue depuis des années par des représentants oralistes. Après quelques années de fortes tensions, des sourds signeurs entrent enfin au conseil d'administration de la FNSF, dont Guy est vice-président de 1991 à 1995,.
En compagnie de sa fille Ève, le 9 mars 2014, il participe à l'émission Le Bigdil sur TF1.
Il rentre en spectacle Vision virtuelle présenté au festival Clin d'œil de Reims en 2015, avec les quatre autres artistes Bernard Bragg, Giuseppe Giuranna, Ace Mahbaz et Nicola Della Maggiora : c'est un art visuel sous forme poétique et comique.

### Décès
Le 21 février 2016 à Gisors, Guy Bouchauveau s’éteint des suites d'un cancer[réf. nécessaire].
Yann Cantin lui rend hommage en écrivant qu'« il a rejoint le panthéon des grandes personnalités de la communauté sourde, et de l’Humanité : Ferdinand Berthier, Henri Gaillard, Eugène Graff, et maintenant Guy Bouchauveau. » et qu'il est « l’un des plus grands piliers de la communauté sourde ».
Guy Bouchauveau a été pour de nombreux parents et professionnels entendants une clé pour comprendre le monde des Sourds et les besoins des enfants sourds.

## Œuvre
- L'arbre[16]

## Vie privée
Il est le frère de Josette Bouchauveau et l'oncle de Véronique Poulain, écrivain française, auteur des Mots qu’on ne me dit pas, un récit autobiographique où elle raconte avec humour ses rapports avec ses parents sourds. Il a trois enfants : Eve, Valérie et Alexis avec Lydie.

## Distinctions et récompenses
- Mains d'Or 1999 : Meilleur humoriste.
- Mains d'Or 2004 : Meilleur conférencier.
- Chevalier de l'ordre national du Mérite au titre du ministère de la Culture le 30 septembre 2005, pour son travail à La Villette.
- Prix Thow & Show en 2009[réf. souhaitée]

### Documentation
- Guy Bouchauveau : Une légende bien vivante de l'émission L'Œil et la Main sur France 5

### Internet
- Le site officiel de l'Académie de la langue des signes française dont il fut un des fondateurs.
- À Guy, billet hommage de Yann Cantin.
- Vidéo où Guy Bouchauveau raconte des blagues (34 minutes).

### Ouvrages
: document utilisé comme source pour la rédaction de cet article.
- Patrice Gicquel, Il était une fois… les sourds français, Paris, Éditions Books on Demand, 2011, 208 p. (ISBN 978-2-8106-1306-9)